# 杨明 (艺术家)
杨明（1962年—），中国当代艺术家。

## 生平
杨明出生于福建省浦城，1989年毕业于中央美术学院雕塑系。2000年后，工作生活于苏州、北京、南京。作品分别发表于《美术文献》、《艺术界》、《今日中国当代美术》及《江苏画刊》等书籍刊物。作品被上海美术馆、威海国际雕刻公园、青岛雕塑博物馆等机构及个人收藏。

## 文章链接
1. 杨明雕塑新境界 来源：深圳特区报 2016年10月26日 小 海 （苏州 诗人） （页面存档备份，存于）
2. “雕塑诗人”杨明：把流淌与凝固塑成岁月的诗 （页面存档备份，存于）
3. 苏州：雕塑家杨明为期两周独展“敏感的形式” （页面存档备份，存于）
4. 杨明：物质流淌 血脉相连
5. 青铜气象 诗性力量—于坚
6. 采访—艺术是酒不是稻子 （页面存档备份，存于）